# Symphonie no 90 de Joseph Haydn
La Symphonie no 90 en ut majeur Hob. I:90 est une symphonie du compositeur autrichien Joseph Haydn. Elle fut composée en 1788 et est en quatre mouvements.

## Analyse de l'œuvre
1. Adagio - Allegro assai, en do majeur, à 
, 227 mesures
2. Andante, en fa majeur, à 
, 132 mesures
3. Menuet, en do majeur, à 
, 86 mesures
4. Finale : Allegro assai, en do majeur, à 
, 240 mesures

Durée : environ 27 minutes

## Instrumentation
- Une flûte, deux hautbois, deux bassons, deux cors[1] en ut alto, timbales, cordes.